# 西塔疗愈
{
希塔療癒（Theta Healing）是Vianna Stibal于1994年创建的一种自助模式，在中文中有人俗稱為「西方觀落陰」，旨在帮助人们改变那些阻碍其实现健康、财富或情感方面目标的限制性潜意识信念。
希塔療癒是一種冥想方法，聲稱可將腦波改變為θ模式，探索「情緒能量」如何影響健康，以及開發「自然直覺」。声称可以清除大腦内限制性或负面想法，并有治愈癌症的功能。https://twnewshub.com/archives/19012 （页面存档备份，存于）
希塔療癒被認為是一種偽科學。

## 应用
希塔疗愈以一种名为“信念工作”的独立会话形式进行，在此过程中，客户和希塔疗愈师面对面就坐或通过电话沟通。希塔疗愈也可以作为日常自我冥想和反省的一种方式。 其理念是：参与者可以找到并改变所谓的“信念”，这些信念可能存在于潜意识的核心、遗传、历史和灵魂层面。
其目标是改善整体健康并提升幸福感，如Vianna所述，“信念工作使我们有能力消除消极的思维模式，并用积极有益的思维模式取代它们”。

## 理念
Vianna Stibal认为，希塔疗愈的理念围绕“存在的七个层次”展开，这一框架显示出“第七个层次所有事物的创造者”（也称“一个充满爱与智慧的地方”）的重要性。存在的七个层次解释道，物质和精神世界与原子和粒子的运动有关，而第七个层次则是创造万物的生命力。

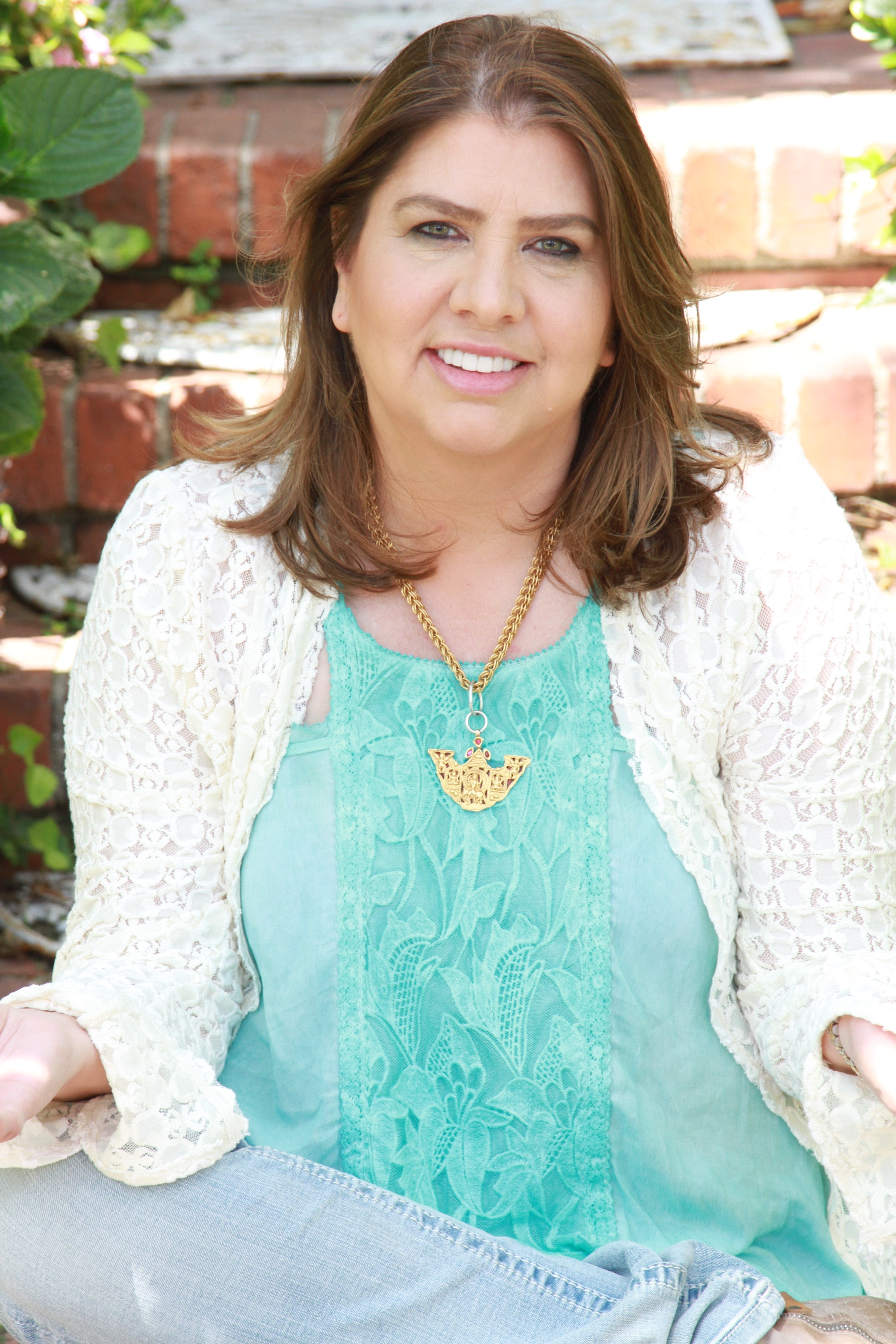
维安娜·斯蒂巴尔

此外，其概念可以与大多数宗教观念相结合。

## 批评
希塔療癒的理念因其深奥性和基于信仰的本质以及缺乏證明其方法有效性的證據而受到批评。
希塔療癒法也被Edzard Ernst斥為「犯罪」、「沒有任何證據支持」。麥基爾大學科學與社會辦公室指出，希塔療癒法並未增加θ波的活動，「θ波的活動整體反而下降了」。